# Historia Scholastica
Historia Scholastica es una obra en latín medieval escrita por Petrus Comestor hacia 1173. Se la ha llamado "Biblia popular medieval". Presenta una historia universal basada en la Biblia y otras fuentes, que incluyen a autores clásicos y a los Padres de la Iglesia.
Su finalidad era docente, al ser compuesta para estudiantes a petición suya. Fue una parte exigida del curriculum central de varias universidades, entre ellas París y Oxford. Como fuente secundaria fue de las más utilizadas desde mediados del siglo XII hasta el siglo XV; aunque desde mediados del siglo XIV los humanistas preferían acudir a las fuentes clásicas directamente o citar a sus contemporáneos. Se tradujo a las principales lenguas vulgares de la época; y fue muchas veces resumida y parafraseada tanto en latín como en lenguas vulgares.
Fue de las primeras obras llevadas a la imprenta (incunables), con ediciones en Estrasburgo y Reutlingen, ambas en torno a 1470.
Es el más citado ejemplo del género de las paráfrasis bíblicas, aunque también se la clasifica como del género de la historia sagrada.
Se estructura en 20 libros. Comienza con la creación y termina en los Hechos de los Apóstoles; utiliza todos los libros de la Biblia, en especial los de naturaleza histórica, excepto los didácticos, líricos y filosóficos, como el Libro de la Sabiduría, los Salmos, los Profetas, la Epístolas etc.; abrevia los discursos y toma datos también de numerosos autores profanos, especialmente de Flavio Josefo para el principio de los Evangelios. Se incluyen las inexactitudes y fábulas propias de su tiempo. Con frecuencia pequeños apéndices añaden datos geográficos o etimológicos al fin de los capítulos; la obra tuvo un éxito enorme en universidades y escuelas, como atestigua el número de manuscritos que se han conservado, las citas y elogios del mismo y las abundantes traducciones. Todavía en el siglo XV se citaba mucho esta obra, como puede verse por las ediciones hechas antes de 1500 del texto latino o la traducción francesa. (Estrasburgo, 1469, 1483, 1485, 1847; Reutlingen, 1473; Lyon, 1478; Basilea, 1486; París 1487, etc.) Jacques-Paul Migne, en su Patrología latina reproduce la edición de Madrid de 1699. La popularidad de la obra vino seguramente de la necesidad de los clérigos itinerantes de hallar referencias para sus predicaciones, sermones y disputas teológicas. Fue traducida al francés con el título de Bible historiale ("Biblia historial") por Guyart des Moulins hacia 1294.